# Arroyo Mandisoví Grande
El arroyo Mandisoví Grande es un pequeño curso de agua de la cuenca hidrográfica del río Uruguay, ubicado en la provincia de Entre Ríos en Argentina. 
Nace en la Cuchilla Grande cerca de la localidad de Colonia San Ramón en el Departamento Federación, y se dirige con rumbo este- sureste hasta desaguar en el río Uruguay en el embalse formado por la represa de Salto Grande, al norte de la ciudad de Federación. Sus principales afluentes son la cañada Grande y el arroyo Sarandí Benítez. Justo al Arroyo Mandisoví Chico, da nombre al Distrito Mandisoví, subdivisión catastral del Departamento Federación. Lo atraviesa la Ruta Nacional 14.
En sus cercanías se hallaba el histórico poblado de Mandisoví, fundado por Manuel Belgrano sobre la base de una estancia misionera creada por Juan de San Martín.

## Toponimia
Su nombre proviene del idioma guaraní y significa bagre azul, aunque otras fuentes lo traducen como planta de flor azul.
- Datos: Q5705751